# Les

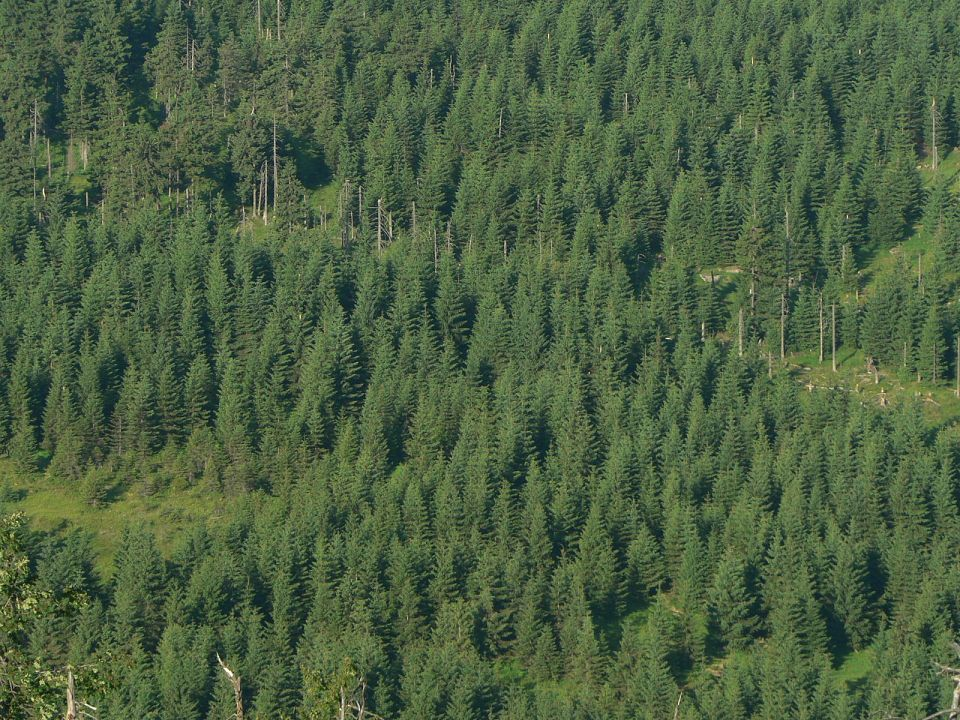
Pohled na les nacházející se v Jizerských horách

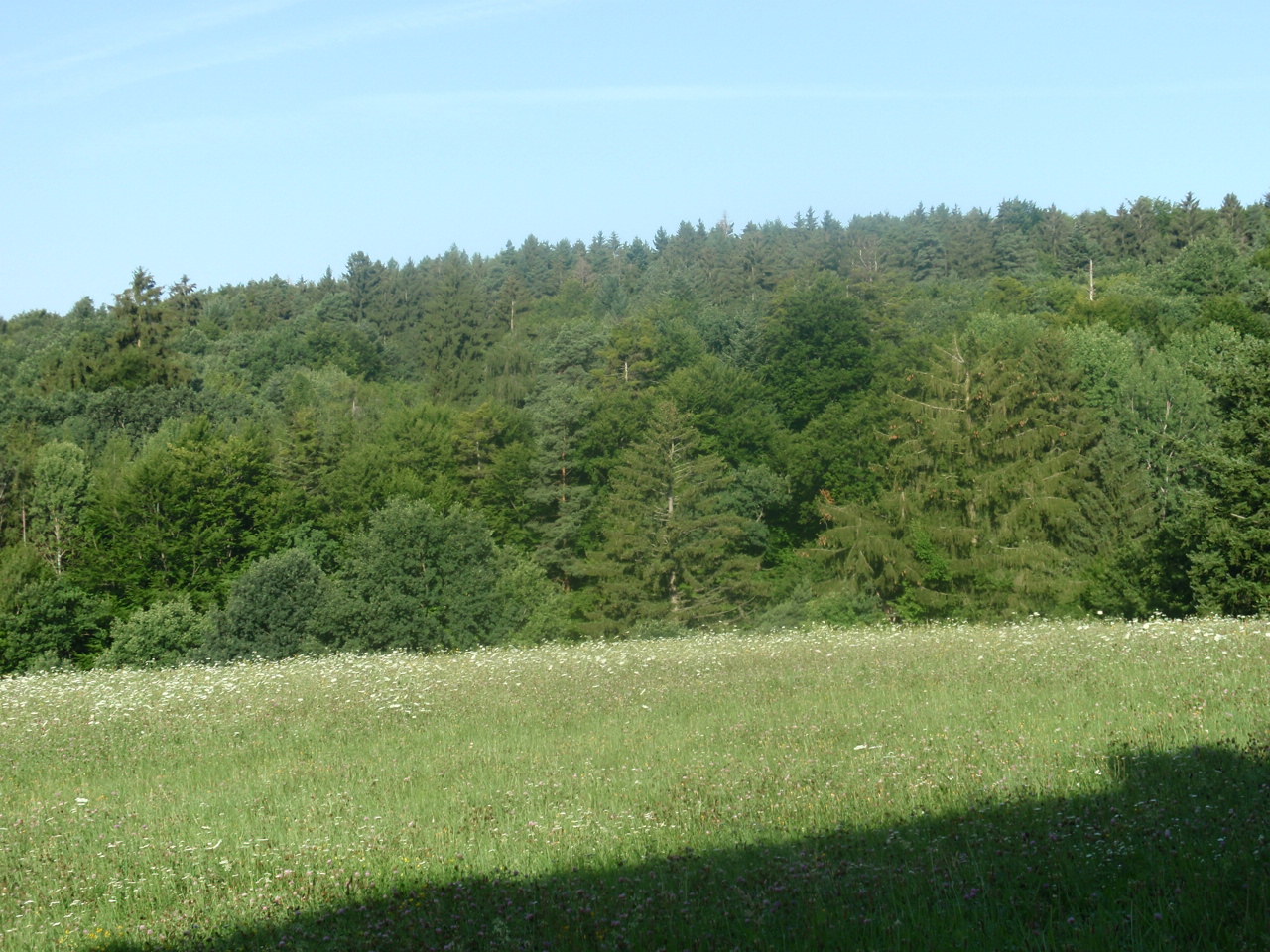

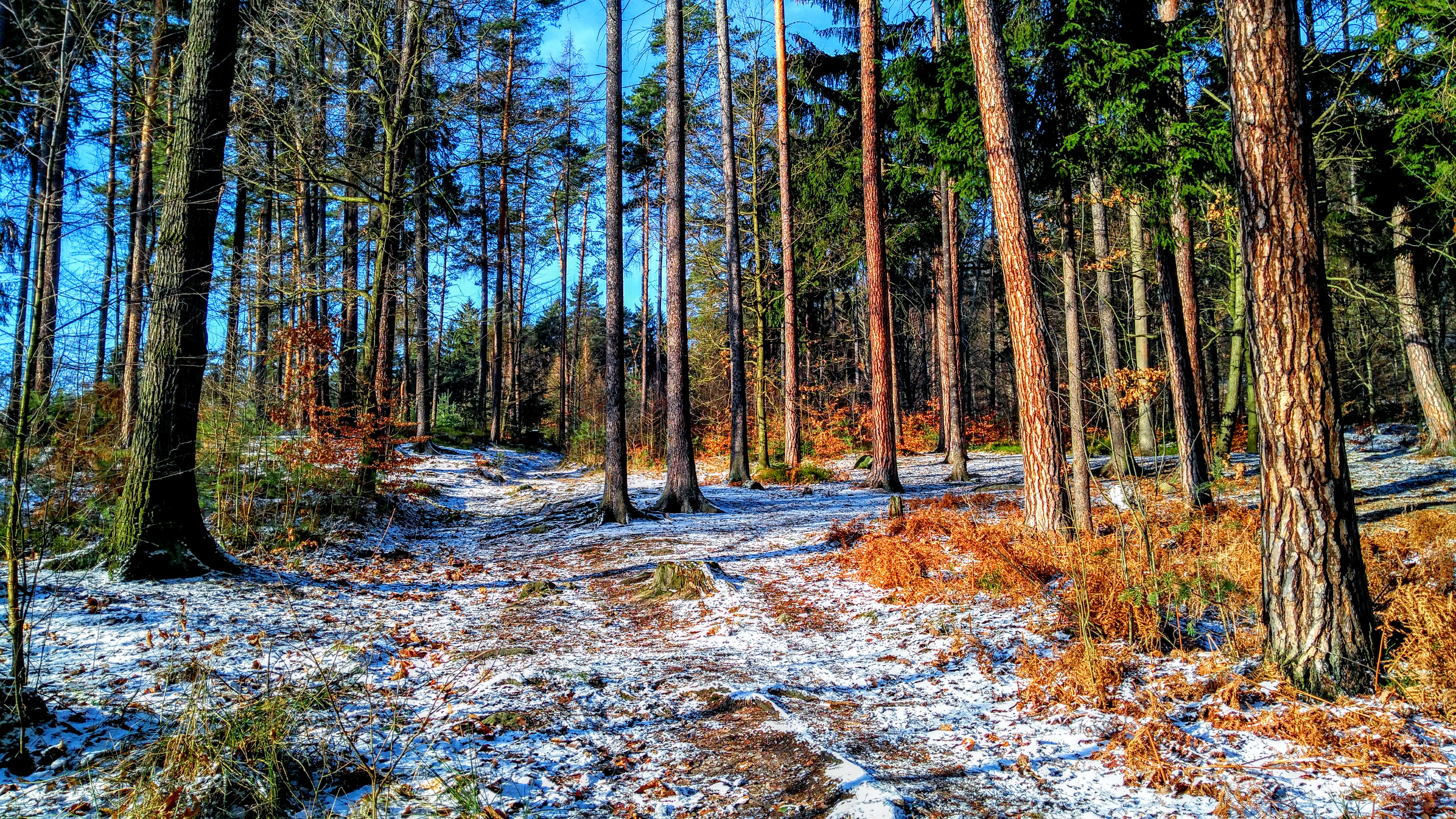
Les nedaleko města Děčín.

Les je území hustě porostlé stromy. Odborně řečeno jde o soubor biocenóz, jehož determinantou jsou dřeviny stromového vzrůstu. Jedná se o velmi složitý ekosystém, tvořený složkou rostlinnou (fytocenóza), živočišnou (zoocenóza) a abiotickým prostředím (biotopem). Dle jisté lesnické definice je za les považováno území (lesní porost), v němž rostou dřeviny (stromy), které dorůstají minimální výšky 5 metrů a zápoje korun alespoň 25 %.[zdroj?] Z právního hlediska k lesům patří i mýtiny jakožto místa určená pro růst lesa. Podle různých definic se pak liší i pokrytí lesy. Lesy dělíme na smíšené, listnaté a jehličnaté.
Lesy pokrývají 39 miliónů km². Největší rozlohu souše zaujímá tzv. tajga, formace jehličnatých lesů chladného pásma severní polokoule, tvořená v Evropě především různými druhy smrku, jedle, modřínu a borovic, v Asii ještě kryptomerie, tsugy, túje a cypřišky, v Severní Americe také douglasky.

## Historie
První lesy se patrně objevují v devonu. Před poslední dobou ledovou nebyla Evropa nepropustný les, jak se traduje, ale z velké části otevřený les či pastvina. Během poslední doby ledové byl biom lesů a pralesů značně menší než nyní. S růstem teplot se ale rozšířil. Diverzita stromů se příliš nemění. Zastoupení břízy bylo v Evropě na vrcholu před 10,5 tisíci lety, lísky před 9,5 tisíci lety, borovice před 8,5 tisíci lety, jilmu a jasanu před 7,5 tisíci lety, lípy před 6,5 tisíci lety, dubu před 6 tisíci lety, olše před 4 tisíci lety, habru před 3,5 tisíci lety, buku před 3 tisíci lety a smrku před 1,5 tisícem let. Za přirozený les se pak považuje například stav před 3000 lety. Ovšem buk nyní vysušuje půdu více než smrk. V Evropě navíc probíhalo odlesňování již v době 1000 let př. n. l. V novověku pak odlesnění Evropy vyvrcholilo. Posledních 100 let ale podíl lesů v Evropě roste. V Čechách nárůst lesů probíhal už i po celé 19. století a roste i po roce 1950. V současnosti stromy a keře celosvětově váží 310 gigatun uhlíku, což je přibližně 57 % veškeré biomasy. Země se stává celosvětově zelenější. Vegetace obecně ale ubírá vodu. Stromy také mohou snižovat albedo, a tak v jistých případech i ohřívat planetu.

## Druhové složení lesů v Česku
V České republice jsou nejvýznamnějšími lesními dřevinami podle porostní plochy smrk ztepilý (52,4 %), borovice lesní (17 %), buk lesní (7 %), duby (6,8 %), modřín opadavý (3,9 %), bříza bělokorá (2,8 %) a jedle bělokorá (1 %). Ostatní listnaté stromy (javory, jeřáby, jasany, jilmy…) potom zaujímají 7,9 % plochy a ostatní jehličnany 0,2 %. Plocha jehličnatých dřevin se mezi lety 2000–2008 zmenšila o 2,31 %. Z toho se zmenšila plocha smrku o 34 808 ha. Je to výsledek úsilí lesníků o přírodě bližší druhovou strukturu lesů ČR a cílené finanční podpory státu zaměřené na zabezpečení nezbytného podílu melioračních a zpevňujících dřevin při obnově lesních porostů. Otázkou však zůstává, jaký je ten „původní druh“. Ovšem zásadnější změna druhového složení je vázána především na obnovu lesů (částečně i na výchovné zásahy). Z toho důvodu jde o velmi dlouhodobý proces.

## Význam lesa (funkce lesa)
- Zdroj dříví. Lesy poskytují cennou obnovitelnou surovinu využívanou ve stavebnictví, papírenství, při výrobě nábytku a mnoha dalších předmětů ze dřeva. V rozvojových zemích převažuje stále poměrně primitivní energetické využití. Používání biomasy k energetickým účelům ovšem zažívá určitou renesanci i v Evropě, zejména díky plantážím rychle rostoucích dřevin (topoly, vrby…). Ve většině vyspělých zemích jsou zavedena zákonná omezení, která znemožňují nadměrnou exploataci lesních porostů. Zejména středoevropské lesnictví je charakteristické propracovanými metodami hospodaření a je prvním hospodářským odvětvím, kde se již v 18. století začaly díky principu výnosové vyrovnanosti uplatňovat myšlenky tzv. trvale udržitelného rozvoje (více viz článek Lesnictví). V Česku je možné z lesa beztrestně odnést na zem spadlé dřevo do průměru 7 cm (tzv. nehroubí).[23]
- Cenný krajinný prvek s vysokou biodiverzitou. Vysoká biodiverzita je posílena především vertikální strukturou porostu – v přírodním lese jsou většinou zastoupena všechna vegetační patra a různé věkové kategorie stromů, v hospodářském lese (zvláště v monokulturním) je biodiverzita nižší. Tropické pralesy jsou považovány za místo s největší biodiverzitou na Zemi (tzv. biodiversity hot-spot).
- Místo pro rekreaci. Je prokázáno, že les působí blahodárně na lidskou psychiku. Za turisticky nejatraktivnější krajinu je Čechy považována krajina, v níž les a bezlesí jsou v poměru cca 2:1. V česku platí veřejná přístupnost krajiny a tím i historicky zachované právo průchodu krajinou.
- „Plíce planety Země“. Lesy jsou významným zdrojem kyslíku (spolu s planktonními řasami oceánů). Stromy ale také produkují methan.[24] Les dále zachycuje prachové částice a podílí se na odstraňování některých škodlivých látek ze vzduchu. Lesy ve své biomase poutají významné množství oxidu uhličitého. Stárnutím lesa tato schopnost klesá.[25] Výsadba nových lesů je považována za jeden z možných způsobů snižování koncentrace tohoto plynu v atmosféře. Ovšem je tím i změněno albedo, takže pro velké zeměpisné šířky je efekt opačný.[26] I produkce vzdušné vlhkosti závisí na vegetačním pásu.[27]
- Protierozní funkce. Výsadba lesních pásů snižuje odnos půdy zejména ve svažitých terénech na naprosté minimum. 1 cm půdy z kukuřičného pole zmizí v průměru za 15 let, z obilného cca za 300 let, ale z lesa až za několik tisíc let (tempo vytváření nové půdy je zde rychlejší).
- Stabilizace klimatu. Les představuje ekosystém s největší konstantou drsnosti, tj. klade největší odpor proti větrům. Dále se v lese vytváří specifické mikroklima, které snižuje teplotní extrémy a udržuje stabilně vlhčí ovzduší. Při srážkách dochází k jejich rovnoměrnějšímu rozdělení, neboť intercepce listy stromů představuje až 30 % celkových srážek.
- Protipovodňová ochrana. Vysazování lesa totiž snižuje místní dostupnost vody a průtok řek.[28] Rovnoměrnější rozdělení srážek spolu s vysokou schopností absorpce mechového patra snižuje extrémní odtoky z lesních povodí a tím i riziko vzniku povodní. Je známým faktem, že extrémní „stoleté“ povodně, které známe v současnosti, začaly vznikat až v souvislosti se středověkým odlesňováním pohraničních pohoří.[zdroj?] Ochranná protipovodňová úloha smrkových stejnověkých monokultur je ale o něco nižší než u přirozených smíšených lesů.[zdroj?]

## Hranice lesa
Hranici lesa definuje zejména nadmořská výška či zeměpisná šířka, za kterou se už les nevyskytuje. Hranice lesa je ovlivněna i podložím, tvarem terénu, orientací ke světovým stranám, množstvím srážek atp. Nad (za) touto hranicí již nejsou podmínky umožňující růst souvislého lesního porostu (viz definici v úvodu článku). Za limitní podmínky je především považována průměrná denní teplota +10 °C a více alespoň po 30 dní v roce. Dále průměrné roční srážky alespoň 250 mm (v subtropických a tropických oblastech s ohledem na vyšší intenzitu výparu a tím silnější hrozbě vodního deficitu minimálně 400–500 mm)[zdroj?].
Na území Česka je hranice lesa určena zejména nadmořskou výškou. Výjimečně ji určují extrémní půdní (rašeliniště) nebo geologické poměry (Mohelenská hadcová step). V pohořích Krkonoše, Jeseníky a Králický Sněžník leží hranice lesa zhruba mezi 1250–1350 metrů nad mořem. V polohách nad hranicí lesa se vyskytuje zejména borovice kleč (Pinus mugo).

## Typy lesa dle jeho přirozenosti

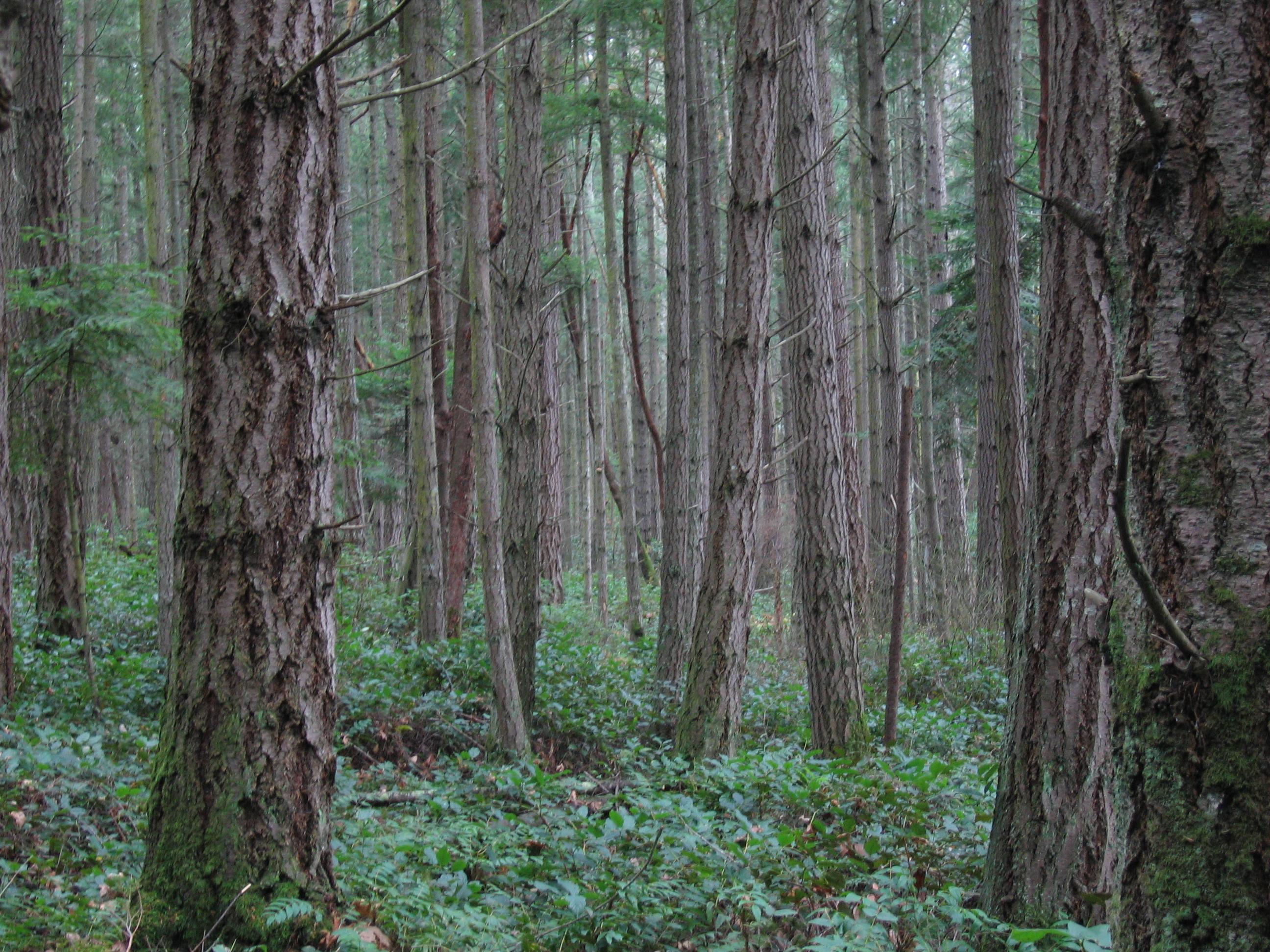
Les na ostrově San Juan ve Washingtonu

Lesy je možné rozdělit také podle míry jejich přirozenosti:
- Přirozený les – jde o souhrnné označení lesů původních, přírodních a přírodě blízkých.
  - Prales – les původní
  - Přírodní les
  - Les přírodě blízký
- Nepůvodní les

## Typy přirozených lesních porostů světa (lesníbiomy)
- Tropický deštný les
- Mlžný les
- Tropický střídavě vlhký les
- Tvrdolistý les
- Opadavý les mírného pásu
- Severský jehličnatý les (tajga)

## Typy přirozených lesních porostů Česka, popř. střední Evropy
Česká republika se nachází v oblasti formace smíšených (opadavých) lesů mírného pásma, rozkládající se na severní polokouli obvykle mezi 30–60° s. š. (nejčastěji mezi 40–50°). Hlavními dřevinami v této formaci jsou četné druhy dubu a buku; ostatní dřeviny jsou zpravidla jen přimíšené.
- Lužní les

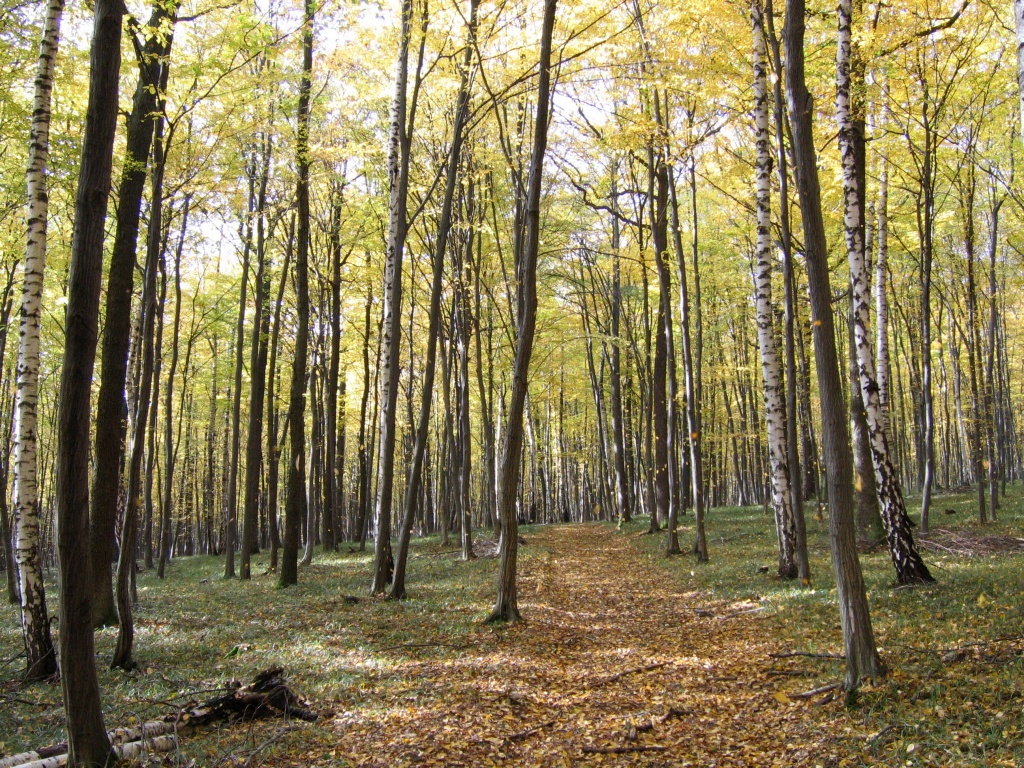
Karpatská ostřicová dubohabřina s příměsí náletové břízy. Lokalita Uherský Brod - Újezdec

  - vrbotopolové „měkké“ luhy, svaz Salicion albae
  - dubové „tvrdé“ luhy, svaz Alnion incanae, podsvaz Ulmenion
  - olšiny, svaz Alnion incanae, podsvaz Alnenion glutinoso-incanae
- Doubravy
  - teplomilné doubravy, svaz Quercion pubescenti-petrae
  - acidofilní doubravy, svaz Genisto germanicae-Quercion
- Dubohabřiny, svaz Carpinion
- Bučiny
  - květnaté bučiny, svaz Eu-Fagion
  - kyselé bučiny, svaz Luzulo-Fagion
  - vápnomilné bučiny, svaz Cephalanthero-Fagion
- Smrčiny
  - klimaxové (horské) smrčiny, svaz Athyrio alpestris-Piceion
  - podmáčené smrčiny, svaz Piceion excelsae, asociace Mastigobryo-Piceetum
  - rašelinné smrčiny, svaz Piceion excelsae, asociace Sphagno-Piceetum
- Reliktní bory, svaz Dicrano-Pinion[zdroj?]

Víc o rozmístění jednotlivých lesních biotopů v Česku viz článek Vertikální stupňovitost.

## Ochrana lesů v Česku

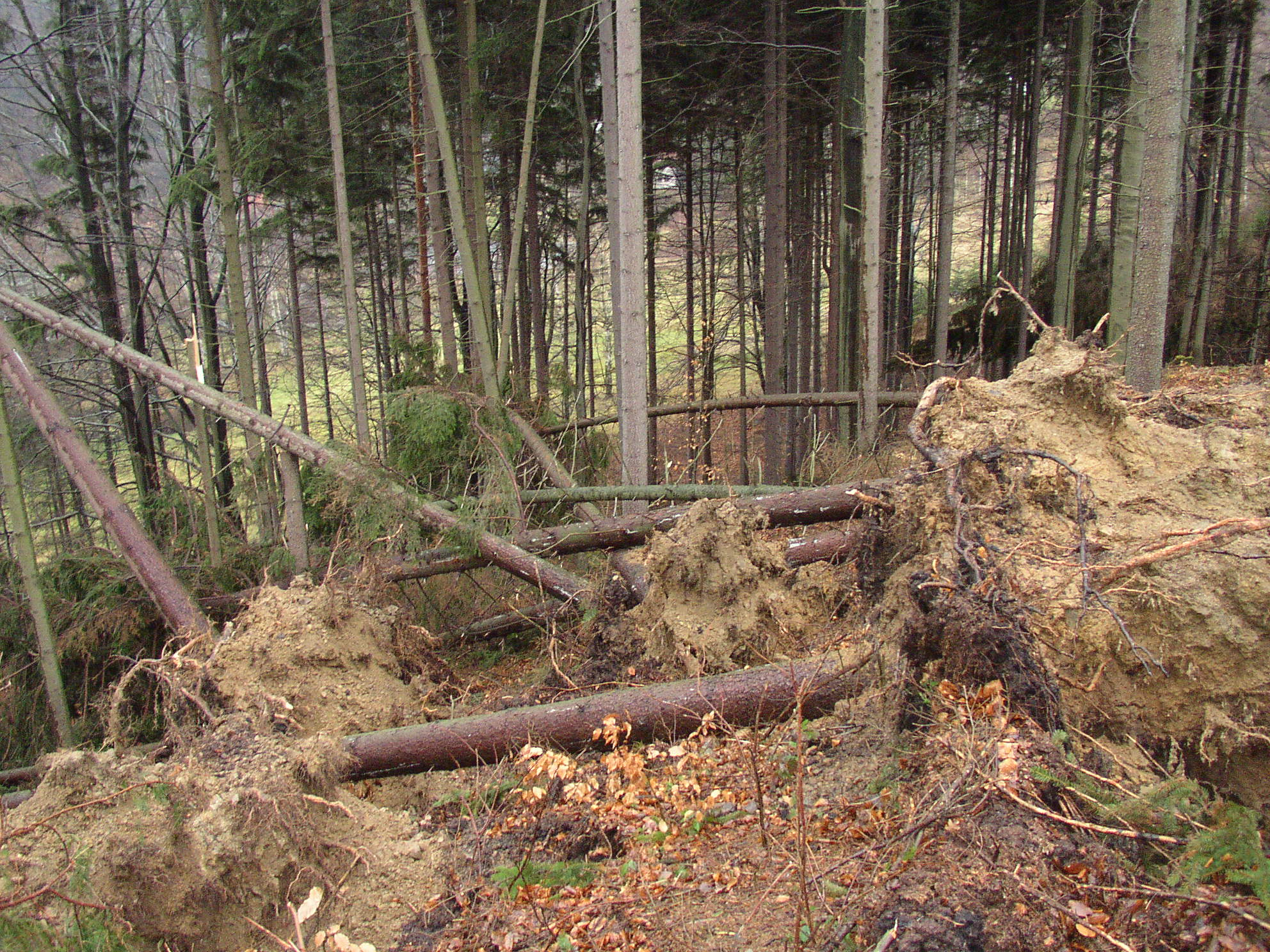
Polomy po orkánu Kyrill

V Česku se lesní hospodaření řídí lesním zákonem. Jeho základním principem je pokud možno nesnižovat procentuální podíl lesů v zemi. Dále předepisuje např. určitý podíl melioračních dřevin, maximální velikost holiny 1 ha (až na výjimky), nutnost nově zalesnit do 2 let od vytěžení předchozího porostu, do 5 let pak provést tzv. zajištění porostu.
Každý les je chráněn podle zákona o ochraně přírody a krajiny jako významný krajinný prvek. V praxi to znamená, že zásah do lesního porostu musí být konzultován též s příslušným orgánem ochrany přírody, především jestli nedochází k narušení krajinného rázu[zdroj?].
Přirozených lesů je v Česku už málo, v drtivé většině došlo k minulosti alespoň k částečným zásahům do struktury či druhového složení porostů.

### Ochrana ve velkoplošných chráněných územích
Větší koncentrace porostů s významnějším podílem přirozených dřevin je v Česku v těchto velkoplošných chráněných územích:
- Národní parky:
  - Podyjí

- Chráněné krajinné oblasti:
  - Bílé Karpaty
  - Křivoklátsko
  - Litovelské Pomoraví
  - Pálava
  - Poodří

### Maloplošná chráněná území
Cennější porosty s alespoň částečně přirozeným druhovým složením a rozrůzněnější věkovou strukturou jsou často chráněny jako maloplošná chráněná území.
Nejcennější porosty, které jsou ponechány zcela bez zásahu a jsou v nich pouze sledovány přirozené procesy, jsou chráněny jako národní přírodní rezervace. Tyto porosty jsou často označovány jako pralesy, i když jde vesměs o přirozené lesy, v nichž v minulosti k zásahům člověka docházelo. Nejednalo se ovšem o zásahy velkého rozsahu a důsledek těchto zásahů nebývá již po desítkách a někdy více než stovce let přirozeného vývoje patrný.
Příklady pralesů v Česku:
- Nejstarší pralesy:
  - od roku 1838 – Žofínský prales
  - od roku 1838 – Prales Hojná voda
  - od roku 1858 – Boubínský prales

- Další pralesy, vesměs vyhlášené počátkem 20. století:
  - Cahnov – Soutok – Soutok Moravy a Dyje
  - Jezeří – Krušné hory
  - Keprnický prales – Jeseníky
  - NPR Kohoutov – Křivoklátsko
  - Milešický prales – Šumava
  - Prales Jizera – Jizerské hory
  - Mionší – CHKO Beskydy

- Jiné typy lesů ponechaných bez zásahu člověka (nebývají označovány za pralesy, i když jde rovněž o porosty blízké přirozeným porostům – jsou ovšem podmíněny specifickým terénem, nikoliv klimatem):
  - Rašelinné lesy, např. Červené blato
  - Skalní lesy, např. Čertova stěna-Luč

## Ohrožení lesů
Požáry, těžba, vichřice a škůdci globálně způsobují 12 % smrtí stromů.

### Těžba (kácení)
V Česku nelze lesy považovat za ohrožené nadměrnou těžbou. Od 30. let min. století dochází ke zvyšování jejich rozlohy (v 50. letech 20. století zejména vlivem zalesnění opuštěných luk a polí v Sudetech, od 90. let 20. století také v souvislosti s útlumem zemědělské výroby). Zároveň v České republice z ekonomických příčin (rychlé zvyšování nákladů lesního hospodářství a pokles cen dříví) roste i průměrná a celková zásoba dříví (měřená v m³). Oproti roku 1930 se údaj o celkové zásobě dříví v lesích v ČR zvětšil do roku 2008 na více než dvojnásobek (v r. 2008 – 676,4 mil. m³) . V tomto trendu hraje roli i dovoz dříví a výrobků ze dřeva ze zemí, kde na lesnické hospodaření, ochranu krajiny a přírodního prostředí neberou takové ohledy jako v Evropě (např. Kanada, Indonésie, Brazílie, Rusko, Ukrajina). Průměrná zásoba na 1 ha lesních pozemků byla v roce 2008 260,38 m³.
Koncem 18. století byl podíl rozlohy lesů na celkové rozloze Česka pouze 23 %. Na počátku 3. tisíciletí dosahuje 34 % a předpokládá se, že do roku 2020 stoupne na 35–36 %.
Na člověka nyní připadá přibližně 420 stromů, ale celkově poklesl počet stromů od konce poslední doby ledové o 46 %.
Jinak je tomu v rozvojových zemích, kde často dochází k masivnímu kácení lesů a pralesů. Důvodem je snaha získat zemědělskou půdu a získat energeticky využitelnou nebo dobře prodejnou surovinu (dříví). Zemědělská půda na místě pralesů je ovšem díky rychlému koloběhu organické hmoty plodná pouze po omezené období, max. 3–5 let, poté výnosy rychle klesají, navíc vlivem vysokých srážek dochází též k intenzivní erozi. Odhaduje se, že tropické pralesy v současné době zabírají jen cca 50–60 % původní rozlohy.[zdroj?] Nejrychleji přitom mizí v Amazonii a na některých přelidněných ostrovech Indonésie (např. Jáva).[zdroj?] Dlouhodobý dopad tohoto drancování pralesů lze jen těžko odhadovat. Jejich úbytek vede jistě ke snižování biodiverzity (vymírání druhů především bezobratlých, z nichž řada nikdy nebyla popsána). Dalším pravděpodobným důsledkem může být přispívání ke změně klimatu a zvyšování podílu oxidu uhličitého v atmosféře. Globálně však lesů dle serveru phys.org v posledních desetiletích přibývá.

### Emise a kyselé deště

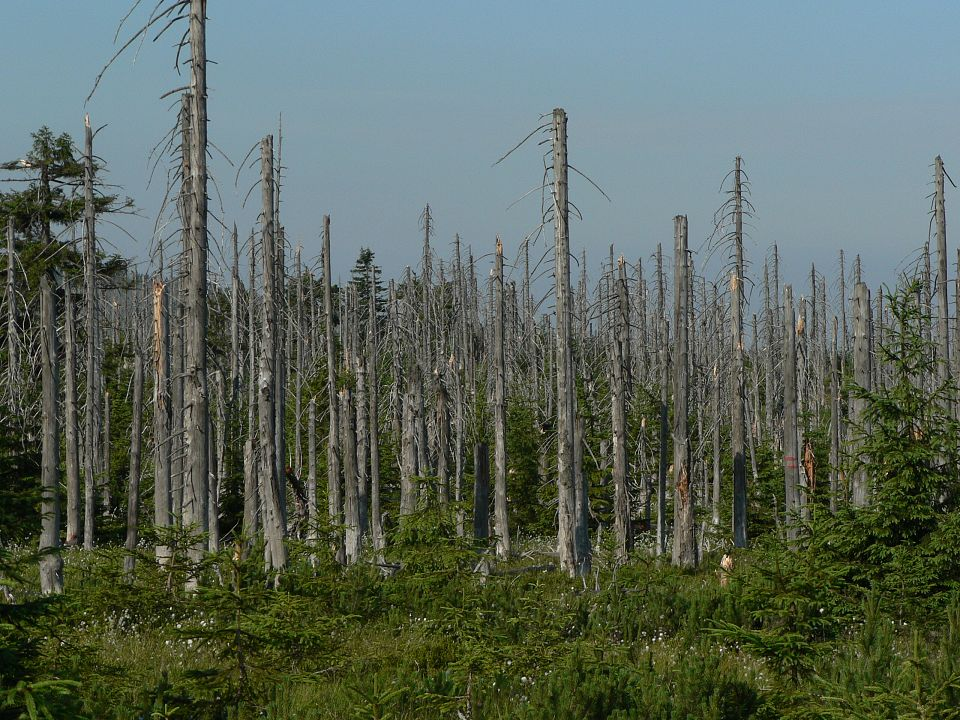
Les poznamenaný kyselými dešti, Jizerské hory, 2006

V Česku hlavní ohrožení pro lesní porosty představují kyselé deště a acidifikace půdního horizontu jako následek emisního zatížení[zdroj?]. Kyselé deště se nejvýznamněji začaly projevovat v 70. letech 20. století, kdy prudce vzrostly emise oxidu siřičitého. Dálkové přenosy emisí ovlivnily i porosty zcela mimo průmyslové oblasti. Ani velmi diskutabilní velkoplošné vápnění z letadel nedokázalo zastavit pokračující katastrofu. Nejvíc poškozené jsou porosty v Krušných horách, Lužických horách, Jizerských horách a Krkonoších. Zde se vytvořily rozsáhlé imisní holiny. Monokultury smrku jsou ke kyselým dešťům nejnáchylnější, porosty listnatých stromů na rozdíl od smrčin většinou přežily, i když ve zhoršeném zdravotním stavu. Koncem 80. let byly do těchto oblastí introdukovány odolnější dřeviny – smrk pichlavý, borovice pokroucená (Pinus contorta), borovice černá (Pinus nigra) a další druhy rodu Pinus.
Omezení produkce oxidu siřičitého se pozitivně projevilo i na zdravotním stavu lesů. Další umírání lesů se zastavilo a nově vysázené porosty většinou dobře přežívají i na exponovaných místech. Půda je ovšem nadále kyselá, snížila se dostupnost některých prvků, především hořčíku, který je významnou stavební látkou pro zelené barvivo chlorofyl. Jehličí tak žloutne, jeho životnost je výrazně zkrácena. Jako dobrá prevence tomuto žloutnutí se zatím ukazuje bodové vápnění ke kořenům v prvních letech růstu smrků.

### Sucho
Sucho způsobuje větší náchylnost stromů v lese k napadení lesními škůdci, déletrvající sucho pak usychání vegetace včetně stromů. V době sucha uzavírají jehličnaté stromy dýchací póry v jehličí, čímž minimalizují ztrátu vody výparem. Listnaté stromy takovou schopnost nemají a prohlubují tím ztráty vody ve svrchních částech půdy. Protože mají listnaté stromy hlubší kořeny a neumí uzavírat dýchací póry, prohlubují nedostatek vody v půdě zásadnějším způsobem než jehličnany. V oblastech více ohrožených suchem by proto měl převažovat smrk nad listnatými stromy.

### Lesní škůdci
Mezi nejvýznamnější škůdce lesů v České republice patří bekyně mniška, bekyně velkohlavá, obaleči, kůrovci (především lýkožrout smrkový, vrcholkový a borový) a klikoroh borový. Za škůdce jsou považovány též některé parazitické houby, především houby působící u jilmů a dubů tzv. tracheomykózu. Zvýšený výskyt má i jmelí bílé. Většina škůdců za normálních podmínek napadá převážně jednotlivé oslabené stromy. V případě souhry pro škůdce příznivých podmínek, zejména při klimatických výkyvech, jakými jsou abnormální sucho, mechanické poškození velkého počtu stromů mokrým sněhem nebo bořivým větrem nebo poškození lesů imisemi, dochází ke kalamitnímu přemnožení, jehož důsledkem může být úplný rozvrat napadených lesních porostů. Významnou roli při přemnožování kalamitních škůdců hraje druhová, věková a prostorová skladba lesa. Konkrétní škůdce napadá přednostně stromy určitého druhu a stáří. Z toho důvodu jsou ke kalamitnímu přemnožení náchylnější stejnověké monokultury. Naopak smíšené lesy složené z původních dřevin nebo výběrné lesy s bohatou prostorovou a tloušťkovou diferenciací jsou mnohem odolnější. Nejznámějšími případy kalamitního přemnožení na území Črská Republiky jsou kůrovcové kalamity na Šumavě – především ta ze 70. let 19. století a z přelomu 20. a 21. století (viz heslo Národní park Šumava) – a přemnožení bekyně mnišky, tzv. „mnišková kalamita“ v létech 1917–1927, která zasáhla převážně smrkové a borové porosty ve střední Evropě. Věková struktura našich lesů je důsledkem rozsáhlých hmyzích kalamit ve dvacátých a třicátých letech minulého století stále nerovnoměrná (nadnormální rozloha porostů starších než 60 let).